# (5724) 1986 WE
(5724) 1986 WE es un asteroide perteneciente al cinturón de asteroides descubierto el 22 de noviembre de 1986 por Kenzo Suzuki y el también astrónomo Takeshi Urata desde el Toyota Observatory, Japón.

## Designación y nombre
Designado provisionalmente como 1986 WE.

## Características orbitales
1986 WE está situado a una distancia media del Sol de 2,438 ua, pudiendo alejarse hasta 2,912 ua y acercarse hasta 1,964 ua. Su excentricidad es 0,194 y la inclinación orbital 6,368 grados. Emplea 1390,72 días en completar una órbita alrededor del Sol.

## Características físicas
La magnitud absoluta de 1986 WE es 13,5. Tiene 5,692 km de diámetro y su albedo se estima en 0,372. 